# Lagenocarpus strictus
Lagenocarpus strictus là loài thực vật có hoa trong họ Cói. Loài này được (Kunth) H. Pfeiff. mô tả khoa học đầu tiên năm 1922.